# Thompsoniana mireiae
Thompsoniana mireiae là một loài bọ cánh cứng trong họ Cerambycidae.